# Леонтей из Лампсака
Леонтей из Лампсака (греч. Λεοντεύς) был учеником Эпикура и мужем Фемисты, которая вместе с ним училась в "Саду". Они до такой степени почитали Эпикура, что назвали в честь него своего сына.
Леонтей описан Страбоном как один из «самых способных людей в городе» Лампсаке, наряду с Идоменеем. Плутарх описывает письмо, написанное Леонтеем, в котором тот рассказывает, как Демокрит был удостоен чести Эпикура «за то, что он опередил его в получении правильного знания», и как Эпикур первоначально провозгласил себя «демокритовцем».